# تحكم إتش إنفينتي
طريقة التحكم إيتش إنفينتي {\displaystyle H_{\infty }control} هي أحد طرائق بناء المتحكمات والتي يمكن تطبيقها على الأنظمة الخطية واللاخطية والأنظمة من نوع سيزو أي مدخل واحد مخرج واحد أو عدة مداخل ومخارج mimo. عادة ما يتم استعمال هذه الطريقة لبناء متحكمات قوية وأو مقاومة للتشويش أو عدم الدقة. حيث تسمح هذه الطريقة بجعل المعيار اللانهائي {\displaystyle H_{\infty }Norm} للنظام المراد التحكم به صغيرة. وهذا يجعل هذه الطريقة ممتازة للمتحكمات المراد منها تخميد التشويش أو المراد منها أن تكون قوية في مقابلة عدم دقة معاملات النظام robust control.

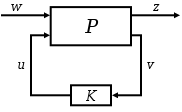
صورة رقم 1 تبين المتحكم K والنظام P والخارج z. الهدف هو ايجاد متحكم يجعل النظام مستقرا ويجعل التقوية من المداخل إلى z صغيرة

هناك العديد من الطرق والخوارزميات للحصول على متحكمات من نوع {\displaystyle H_{\infty }}:
- بالنسبة للنماذج الخطية يمكن تمثيل الحلقة المغلقة closed loop بما يعرف بتمثيل Youla وهو تمثيل يعطي كل المتحكمات التي تجعل النظام مستقرا. وانطلاقا من هذا التمثيل يمكن اختيار المتحكم الذي يعطي أفضل أي أصغر معيار لانهائي للنظام وذلك عن طريق عملية استمثال. وتكمن المشاكل في هذه الطريقة في عملية الاستمثال التي قد تتطلب وقتا طويلا وتحتاج إلى إعادة تمثيل الإشكال بشكل يتناسب وعملية الاستمثال بالإضافة إلى كون المتحكمات المتحصل عليها تكون عالية الدرجة (عدد حالتها كبير أي فيها ديناميكية كبيرة)
- بالنسبة للنماذج الخطية يمكن أيضا الحصول على متحكم إيتش لا نهائي مثالي إذا كان النظام موجود في تمثيل الحالة (A,B1,B2,C1,C2,D11, D12,D21,D22), ذلك عن طريق حل معادلتي ريكاتي. الإشكال في هذه الطريقة هي كونها تضع العديد من المسلمات حول الإشكال والذي يجب أن تكون متوفرة. تسمح هذه الطريقة عن طريق عملية بخث بسيطة إيجاد المتحكم الذي يحقق أصغر معيار لانهائي ممكن للنظام.
- انطلاقا من طريقة حل معادلات ريكاتي يمكن أيضا إعادة صياغة الإشكال ليصبح في شكل لامعادلات خطية مصفوفية linear matrix inequalities وهي طريقة تعتمد الاستمثال للوصول إلى صيغة المتحكم وتسمح أيضا بإيجاد المتجكم الذي يحقق أصغر معيار لا نهائي ممكن للنظام.

## الحل عن طريق تمثيل يولا
تقول مبرهنة يولا أنه:
إذا كان (A, B2) قابل للاستقرار و(A,C2) قابل للاكتشاف وإذا تم اختيار F و L مصفوفتان بحيث A+B2.F و A+LC2 مستقران. فإنه وبالنسبة لكل مصفوفة تحويل Q(s) مستقرة و proper فإن مجموعة المتحكمات ال proper والتي تجعل P مستقرا يتم تمثيلها عن طريق:
{\displaystyle K(s)=F_{l}(J(s),Q(s))=J(s)*Q(s)=J_{11}+J_{12}.Q.(I-J_{22}Q)^{-1}J_{21}}
حيث:
{\displaystyle J(s)={\begin{pmatrix}A+B_{2}F+LC_{2}+LD_{22}F&|&-L&B_{2}+LD_{22}\\-&-&-&-\\F&|&0&I\\-(C_{2}+D_{22}F)&|&I&-D_{22}\end{pmatrix}}}
كما أن معادلة النظام المغذى رجعيا (حلقة مغلقة closed loop) هي:
{\displaystyle P_{zw}=H_{1}-H_{2}QH_{3}}
حيث:
{\displaystyle H_{1}={\begin{pmatrix}\end{pmatrix}}}
{\displaystyle H_{2}={\begin{pmatrix}\end{pmatrix}}}
{\displaystyle H_{3}={\begin{pmatrix}\end{pmatrix}}}
بمما أنه يمكن اختيار العديد من المصفوفات F و L المختلفة وو مصفوفة التحويل Q(s) فإنه يجب أو يتم اختيار تلك التي تجعل قيمة التقوية الكبرى ضعيفة وذلك عادة يتم عن طريق عمليات استمثال. وإيجاد متحكمات تؤدي إلى قيم معيارية لا نهائية صغيرة في هذه الطريقة محل بحوث.

## الحل عن طريق معادلات ريكاتي
من ميزات تصميم متحكمات {\displaystyle H_{\infty }} عن طريق حل معادلات ريكاتي الجبرية توفر معادلات يمكن من خلالها حساب وتصميم المتحكم مباشرة. إلا أن هذه الطريقة تفرض العديد من القيود أو المسلمات التي يجب على النظام المتحكم به أن يحققها مما يجعل تطبيقها أحيانا صعبا لكون الأنظمة الفيزيائية الحقيقية لا تحقق دائما تلك الشروط. في ما يلي معادلات المتحكم بالنسبة لنظام
{\displaystyle sys={\begin{pmatrix}A&|&B_{1}&B_{2}\\-&-&-&-\\C_{1}&|&D_{11}&D_{12}\\C_{2}&|&D_{21}&D_{22}\end{pmatrix}}}
و سنحاول في البداية إعطاء أبسط صيغ المتحكم والمرتبطة بتحقق شروط كثيرة في النظام المتحكم به ثم نقوم بترك بعض تلك الشروط ونبين مدى تأثير ذلك على معادلة أو صيغة المتحكم.

### الشروط
إذا:
- كان {\displaystyle (A,B_{1})} قابل للتحكم و{\displaystyle (C_{1},A)} قابل للملاحظة
- كان {\displaystyle (A,B_{2})} قابل للاستقرار و{\displaystyle (C_{2},A)} قابل للاكتشاف
- كان {\displaystyle D_{12}^{*}={\begin{bmatrix}C_{1}&D_{12}\end{bmatrix}}={\begin{bmatrix}0&I\end{bmatrix}}}
- كان{\displaystyle {\begin{bmatrix}B_{1}\\D_{21}\end{bmatrix}}D_{21}^{*}={\begin{bmatrix}0\\I\end{bmatrix}}}
- كان{\displaystyle D_{11}=0}
- كان{\displaystyle D_{22}=0}

### صيغة المتحكم
فإن المتحكم K الذي يجعل المعيار اللانهائي من المداخل w إلى المخارج z (أنظر الصورة رقم 1) أقل من {\displaystyle \gamma } للنظام الموصل رجعيا أي {\displaystyle ||P_{zw}||_{\infty }\leq \gamma } هو:
{\displaystyle K_{\gamma }(s)={\begin{bmatrix}\ A_{\infty }&|&-Z_{\infty }L_{\infty }\\-&-&-\\F_{\infty }&|&0\end{bmatrix}}}
حيث:
{\displaystyle A_{\infty }=A+B_{1}B_{1}^{*}X_{\infty }{\frac {1}{\gamma }}+B_{2}F_{\infty }+Z_{\infty }L_{\infty }C_{2}}
{\displaystyle F_{\infty }=-B_{2}^{*}X_{\infty }}
{\displaystyle L_{\infty }=-Y_{\infty }C_{2}^{*}}
{\displaystyle Z_{\infty }=(I-Y_{\infty }X_{\infty }{\frac {1}{\gamma }})^{-1}}
و تمثل {\displaystyle X_{\infty }} و{\displaystyle Y_{\infty }} حل positiv definit لكل من معادلات ريكاتي الجبرية المبينة أدناه:
- {\displaystyle X_{\infty }A+A^{*}X_{\infty }+X_{\infty }(B_{1}B_{1}^{*}{\frac {1}{\gamma ^{2}}}-B_{2}B_{2}^{*})X_{\infty }+C_{1}C_{1}^{*}}
- {\displaystyle Y_{\infty }A^{*}+AY_{\infty }+Y_{\infty }(C_{1}^{*}C_{1}{\frac {1}{\gamma ^{2}}}-C_{2}^{*}C_{2})Y_{\infty }+B_{1}B_{1}^{*}}

كما تخضع كل من {\displaystyle X_{\infty }} و{\displaystyle Y_{\infty }} لشرط كونالقطر الطيفي spectral radius ل {\displaystyle X_{\infty }.Y_{\infty }} أصغر من {\displaystyle \gamma } أي:
{\displaystyle \rho (X_{\infty }.Y_{\infty })\leq \gamma }

### إذا كانتD22{\displaystyle D_{22}}ليست صفرا
إذا كانت المصفوفة {\displaystyle D_{22}\neq 0} فإنه يتم أولا تصميم متحكم K بالنسبة للنظام مع {\displaystyle D_{22}=0} ثم في مرحلة ثانية يمكن تصميم متحكم بالنسبة ل {\displaystyle D_{22}\neq 0} عن طريق المعادلة التالية:
{\displaystyle K^{'}=K(I-D_{22}K)^{-1}}

## الحل عن طريق لامعادلات مصفوفية خطية
تعتمد هذه الطريقة أساسا على ما يعرف بليما الحقيقية المنتهية وهي تقول الآتي:
إذا كان لدينا نظام
{\displaystyle P={\begin{pmatrix}A&|&B\\-&-&-\\C&|&D\end{pmatrix}}}
فإن كلا الجملتين التاليتين مترادفتان:
- P مستقر و{\displaystyle ||P||_{\infty }<\gamma }
- هناك حل X للامعادلة المصفوفية التالية:

{\displaystyle {\begin{pmatrix}A^{T}X+XA&XB&C^{T}\\B^{T}X&-\gamma I&D^{T}\\C&D&-\gamma I\end{pmatrix}}<0}

## وصلات خارجية
- طريقة تمثيل يولا للحصول على المتحكم
- طريقة معادلات ريكاتي الجبرية واللامعادلات المصفوفية للحصول على المتحكم